# Daniel Kasende
Pas d'image ? Cliquez ici

a Compétitions nationales et continentales officielles uniquement.

Dernière mise à jour le 9 mai 2025.
Daniel Kasende, né le 9 mai 1995 à Kinshasa (Zaïre), est un joueur congolais de rugby à XV jouant au poste d'ailier aux Ospreys.

## Biographie

### Jeunesse et formation
Daniel Kasende naît à Kinshasa, au Zaïre (future république démocratique du Congo). Il déménage durant son enfance en Afrique du Sud, âgé de quatre ans. Il grandit alors à Johannesbourg, où il commence à jouer au rugby à XV. Il pratique en parallèle l'athlétisme, et est spécialisé dans le sprint,.
À la fin de sa scolarité, il se voit proposer deux bourses pour aller à l'université : une pour l'athlétisme, l'autre pour le rugby. Il choisit cette seconde offre et s'inscrit donc à l'université du Witwatersrand pour étudier la géographie et poursuivre sa carrière sportive dans le rugby à XV. Il y progresse beaucoup et se fait remarquer dès son premier match de Varsity Cup (en) qu'il gagne en terminant homme du match,.

### Carrière professionnelle
En 2020, Daniel Kasende se voit offrir son premier contrat professionnel par les Griquas, avec qui il fait ses débuts en Currie Cup. Il prend aussi part au Super Rugby Unlocked (en) et joue le premier match de la saison en tant que titulaire contre les  Bulls.
À partir de 2022, il rejoint les Cheetahs et les Free State Cheetahs. Il joue pour la première fois avec les Cheetahs lors de première journée de la Challenge Cup 2022-2023, face à la Section paloise. Il marque ensuite son premier essai au cours du match suivant contre les Scarlets, puis marque un nouvel essai la journée d'après, aussi face aux Scarlets. Après avoir disputé chaque minute de la phase de poule, il joue l'intégralité du huitième de finale perdu face au RC Toulon, malgré une bonne performance. Il est ainsi le joueur le plus utilisé par son équipe dans cette compétition.
Durant la suite de l'année 2023, il est titularisé en finale de Currie Cup face aux Pumas et gagne la rencontre sur le score de 25 à 17, remportant ainsi son premier trophée,. En fin d'année, il fait un bref passage en prêt avec l'équipe galloise des Ospreys.
En tout début de saison 2024-2025, il fait finalement son retour aux Ospreys, de façon permanente cette fois, après avoir convaincu les dirigeants de la franchise galloise durant son prêt,.